# Ганс-Теодор Шмідт
Ганс Герман Теодор Шмідт (нім. Hans Hermann Theodor Schmidt; 25 грудня 1899, Гекстер — 7 червня 1951, Ландсберг-ам-Лех) — гауптштурмфюрер СС, ад'ютант коменданта концтабору Бухенвальд.

## Біографія
Син виробника цементу і гуртового продавця будівельних матеріалів. Учасник Першої світової війни (з 1917 року), після закінчення якої вступив у фрайкор. В 1919-1930 роках служив у рейхсвері, після чого здобув комерційну освіту і працював торговцем і Нідерландах і Бельгії.
В 1932 році вступив у НСДАП і СС. В 1935 році переїхав у Гольцмінден. Після переходу у війська СС у 1940-1941 роках Шмідт служив у спецтаборі СС Гінцерт, в листопаді 1941 року переведений у концтабір Бухенвальд. З квітня по вересень 1942 року — ад'ютант батальйону охорони. У вересні 1942 року призначений ад'ютантом коменданта табору Германа Пістера. На цій посаді Шмідт перебував до звільнення табору американськими військами в квітня 1945 року.
Після Другої світової війни Шмібт був одним із 30 підсудних на Бухенвальдському процесі. 14 серпня 1947 року Шмідт був засуджений до смертної кари. 31 січня 1951 року генерал Томас Т. Генді, головнокомандувач Збройними силами США у Європі, затвердив смертний вирок Шмідту і Георгу Шталлермайру (решті одинадцятом підсудним, засудженим до смертної кари під час Бухенвальдського процесу, страту замінили на довічне ув'язнення).  Генді обґрунтував своє рішення, посилаючись на високе становище Шмідта у таборі та його участь у масових убивствах: «Згідно з загальними зізнаннями, Ганс Шмідт був ад'ютантом в концентраційному таборі Бухенвальд протягом близько трьох років. (...) Він брав участь у всіх стратах в'язнів. Серед них були декілька сотень військовополонених, які були вбиті спеціальним підрозділом, так званою Командою 99. Ці страти здійснювались у колишній конюшні, яка виглядаля як аптека лазарету. Коли жертви, які ні про що не підозрювали, були розташовані під стіною, начебто для того, щоб виміряти їхній зріст, вони були вбиті пострілами у потилицю із потужних пневматичних пістолетів, прихованих у стіні. Інколи таким чином вбивали до 30 жертв. Інші страти під наглядом Шмідта проходили в табірному крематорії: жертви були повішені на настінних гаках і повільно задушені до смерті. В даному випадку я не можу знайти причину для помилування.»
7 червня 1951 року, після численних прохань про помилування, дзвінків у газети і звернень до Верховного суду США, Шмідт був повішений у дворі Ландсбергської в'язниці. 
12 червня 1951 року Федеральне управління друку отримало некролог із Гольцміндена, в якому були приведені останні слова Шмідта: «Я заявляю, що я не зробив нічого, окрім того, що ви, панове, робите зараз. Я виконував накази, які були дані мені законно. Я відходжу як останній із засуджених на смерть в Ландсберзі. Я помираю невинним.»

## Сім'я
Шмідт був одружений, в шлюбі народились двоє дітей.

## Нагороди[1]
- Почесний хрест ветерана війни з мечами
- Медаль «За вислугу років у НСДАП» в бронзі (10 років)
- Медаль «За вислугу років у СС» 4-го ступеня (4 роки)